# Виноградова, Татьяна Павловна
Татья́на Па́вловна Виногра́дова (28 августа 1894, Рязанская губерния — 21 июня 1982, Москва) — советский патологоанатом, доктор медицинских наук, профессор. Ученица И. В. Давыдовского и А. В. Русакова.

## Биография
Родилась 28 августа 1894 года[по какому календарю?] в селе Большие Можары Сапожковского уезда Рязанской губернии в семье земского врача Павла Михайловича Виноградова; мать — Александра Алексеевна, урождённая Вердеревская.
В 1923 году окончила медицинский факультет МГУ и до 1934 года работала на кафедре патологоанатомии в МГУ (с 1930 года в 1-м ММИ): аспирант, затем — ассистент. В 1946 году защитила диссертацию «Судьба пересаженного хряща у человека (на примере ауто- и гомопластики)»; с 1947 года — доктор медицинских наук.
С 1934 по 1982 год работала в Лечебно-протезном институте Мосгорздравотдела (с 1940 года — Центральный институт травматологии и ортопедии М3 СССР): заведующая патологоанатомическим отделением (1934—1969), профессор-консультант (1969—1982). Одновременно, в 1945—1949 годах была научным сотрудником лаборатории костно-суставной патологии АМН СССР.
Автор 160 научных работ (4 монографии), посвящённых морфологии и классификации болезней костно-суставной системы. Под руководством Виноградовой защищено 50 диссертаций на звание докторов и кандидатов медицинских наук. Почётный член правления Московского и Всесоюзного обществ патологоанатомов, почётный член Московского общества ортопедов и травматологов, член редколлегии журнала «Архив патологии». Написала ряд разделов многотомного «Руководства по патологической анатомии». Свободно читала на трёх европейских языках, владела разговорным французским языком.
По сообщению В. Н. Сойфера активно занималась доносительством в НКВД на коллег
Умерла в Москве 21 июня 1982 года.
Муж — Александр Алексеевич Венецкий. Их сын — Михаил.

## Награды
- Заслуженный деятель науки РСФСР (1957)
- Государственная премия СССР (1967)
- Орден Ленина
- медали, значок «Отличник здравоохранения СССР»